# محاكمات القرن
محاكمة القرن هي عبارة اصطلاحية تستخدم لوصف بعض قضايا المحاكم المعروفة، وخاصة في القرنين التاسع عشر والعشرين والحادي والعشرين. غالبًا ما يتم استخدامه بشكل شائع كأداة بلاغية لإعطاء أهمية للمحاكمة، وبالتالي فهي ليست ملاحظة موضوعية ولكنها رأي من يستخدمها. كما لاحظ المحامي ف.لي بيلي وواشنطن بوست في عام 1999:
إن تسمية قضايا المحاكم بـ «محاكمة القرن» هو نوع من المبالغة الأمريكية التقليدية، مثل تسمية السيرك «العرض الأعظم على الأرض». تقريبا كل محاكمة شهيرة في الصحف الشعبية في تاريخنا كانت تسمى «محاكمة القرن» من قبل شخص ما. يقول محامي الدفاع إف لي بيلي: «في كل مرة أستدير فيها، هناك محاكمة جديدة من القرن». يقول: «إنه نوع من الضجيج». «إنها طريقة للقول،» هذا رائع حقًا. إنه مثير حقًا. «لكن هذا لا يعني شيئًا حقًا».

## في أسيا

### صدام حسين
الرئيس العراقى الراحل صدام حسين الذي انضم لقائمة القادة الذين حوكموا بتهمة ارتكاب جرائم بحق شعبه. بعد احتلال أمريكا للعراق في مارس 2003، واعتقل في ديسمبر من العام نفسه في عملية «الفجر الأحمر» للقوات الأمريكية، واتهم في 18 يوليو 2005 من قبل المحكمة الجنائية المختصة بالضلوع في «إبادة جماعية» لأهالى بلدة الدجيل 1989، ووجهت له تهمة قتل 148 شخصاً، ونفذ فيه حكم الإعدام شنقا فجر يوم 30 ديسمبر 2006، الذي كان يوافق عيد الأضحى.

### يوليا تيموشينكو
لرئيسة وزراء أوكرانيا السابقة يوليا تيموشينكو تواجه المحاكمة بتهمة ارتكاب جرائم فساد وكسب غير مشروع وشراء الغاز من روسيا بأسعار أعلى من معدلاتها العالمية وتم نقلها إلى المستشفى بسبب حالتها الصحية، وهو ما أثار عاصفة غضب أوروبية ضد السلطات في كييف، وكانت تيموشينكو من قادة الثورة البرتقالية عام 2004، التي قضت على محاولة الرئيس فيكتور يانكوفيتش الأولى لشغل الرئاسة لكنها خسرت الرئاسة في 2010 أمام يانكوفيتش.

### سوهارتو
تمت محاكمة الرئيس الإندونيسى الأسبق سوهارتو عام 2000 بتهمة استغلال النفوذ ونهب أموال الشعب بعد وضعه تحت الإقامة الجبرية إلا أن محاكمته تأجلت لتدهور صحته حتى 2006 ثم وافته المنية عام 2008، وعانى الشعب خلال فترة حكمه على مدار 30 عاماً من القمع والاستبداد والاغتيالات، وأعيد انتخابه عام 1998 للمرة السابعة، لكن اجتاحت البلاد مظاهرات أجبرته على التنحى ووصلت البلاد إلى حالة من الفقر الشديد بسبب سياساته وتلاعبه في المال العام وقدرت ثروته بنحو 16 مليار دولار

### شون دوهوان
حكم على رئيس كوريا الجنوبية الأسبق الجنرال شون دوهوان من 1980/1988 بالإعدام في 1996 بسبب الانقلاب العسكرى في 1979، وقيامه بقمع مظاهرات شعبية قتل فيها 200 شخص عام 1980

### جوزيف سترادا
اتهم رئيس الفلبين الأسبق جوزيف سترادا بالفساد وأطاح به تمرد شعبى بمشاركة الجيش عام 2001، بعد أن فشلت محاولة إقالته، وحكم عليه بالسجن المؤبد بعد إدانته بالرشوة والفساد، بينما لاتزال رئيسة الفلبين السابقة جلوريا أورويو في المستشفى بانتظار محاكمتها بتهمة تزوير الانتخابات

## في أوروبا

### نيكولاى تشاوشيسكو
تمت محاكمة الرئيس الرومانى الأسبق نيكولاى تشاوشيسكو أمام محكمة عسكرية عام 1989، بتهم قتل متظاهرين في الثورة التي اندلعت ضد الفقر والتجويع والفساد وحاول تشاوشيسكو قمع المظاهرات، وعندما انضمت بعض وحدات الجيش للشعب، ظهر في خطاب شهير يستجدى الجماهير لكنه فشل فحاول الهرب هو وزوجته على متن طائرة هليوكوبتر، واعتقلهما الثوار وتمت محاكمتهما محاكمة عسكرية سريعة استغرقت ساعتين، وانتهت بصدور حكم بإعدامهما رمياً بالرصاص في يوم عيد الميلاد 25 ديسمبر 1989.

### سلوبودان ميلوسوفيتش
رغم الجرائم البشعة التى ارتكبها بحق مسلمى إقليم كوسوفو وإبادة عشرات الآلاف[بحاجة لمصدر]، فإن القدر وحده أعفى سفاح أوروبا الرئيس اليوغوسلافى السابق سلوبودان ميلوسوفيتش من الإعدام، ولقبه خصومه بالشيطان، وخضع بعد اعتقاله للمحاكمة في لاهاى بتهمة إبادة جماعية ضد مسلمى كوسوفا، وعثر عليه ميتاً في سجنه في 11 مارس 2006 وسط شائعات بانتحاره.

## قارة أمريكا

### بينوشيه من شيلي
نفس المصير لاقاه ديكتاتور تشيلى الأسبق أوغستو بينوشيه. الذي حكم البلاد بين عامى 1973 و1990 لمدة 17 عاماً، واتهم في عدد كبير من الجرائم بحق شعبه، لكنه توفى في 10 ديسمبر 2006 بسبب تدهور صحته، وكان بينوشيه قاد انقلاباً عسكرياً في 1973 ضد سلفادور الليندى، رئيس تشيلى المنتخب، بمساعدة أمريكية، وحكم البلاد بالحديد والنار، واتبع سياسة الاعتقال والتصفية الجسدية ضد معارضيه، الذين أججوا موجات احتجاج ضده فقاومهم بالقمع الدموى مما تسبب في سقوط عشرات الآلاف، وحاول سن قوانين تتيح له الحكم مدى الحياة حتى أجبرته المعارضة على ترك منصبه عام 1990، ووضع قيد الإقامة الجبرية بعد هروبه لبريطانيا حتى توفى قبل استكمال محاكمته.

### ألبرتو فوجيمورى من بيرو
ألبرتو فوجيمورى الذي حكم بيرو من 1990 وحتى 2000، وارتكب مجازر ضد المدنيين لسحق التمرد، وشهد حكمه تفشى الفساد واستغلال النفوذ الذي البلاد إلى فقر اقتصادى، حتى انهارت حكومته عام 2000 وتم نفيه إلى اليابان وصدر أمر دولى باعتقاله فعاد إلى بلاده بعد 7 سنوات وتم تقديمه للمحاكمة وسط إجراءات أمنية مشددة وحكم عليه بالسجن 25 عاما

### نوريغا من بنما
أما الجنرال مانويل نورييجا فظل يحظى بدعم أمريكى حتى تولى رئاسة بنما منذ أغسطس 1983 إلى يناير 1990، ثم أطيح به بعد غزو الولايات المتحدة بلاده عام 1989، واستسلم للقوات الأمريكية في 1990 وحكم عليه كأول رئيس أجنبى في الولايات المتحدة بالسجن 40 عاماً بتهمة الاتجار بالمخدرات والابتزاز وغسل الأموال، خفضت إلى 30 عاما، ثم حكمت عليه فرنسا 10 سنوات أخرى مع زوجته بتهمة غسل الأموال

## في أفريقيا

### منجستو هايلا ميريام
وعلى الصعيد الأفريقى، تمت محاكمة رؤساء سابقين من أشهرهم الرئيس الإثيوبى الأسبق منجستو هايلا ميريامالذى واجه حكما بالسجن مدى الحياة عام 2007 بتهمة ارتكاب جرائم إبادة خلال فترة حكمه التي عرفت باسم «الرعب الأحمر»، إثر انقلابه ضد الإمبراطور هيلاسلاسى عام 1974، وقاد البلاد بقبضة حديدية وانفرد بالحكم المطلق وأعدم رموز العهد السابق في عهده الثورى ضد أعداء الثورة والإمبرياليين، وبلغ ضحاياه 100 ألف بسبب الترحيل القسرى إلى أن قضت محكمة أخرى بإعدامه في 2008.

### موسى تراورى
وفي مالى، حكم على موسى تراورى الرئيس الأسبق بالإعدام مرتين لارتكابه «جرائم سياسية» عام 1993، كما واجه حكماً بالإعدام مع زوجته عن «جرائم اقتصادية» في 1999 لكنهما حصلا على عفو عام 2002. وكان تراورى أطيح به في 1991 خلال تمرد شعبى عنيف، بعد حكم استمر 23 عاما

### تشارلز تايلور
ومن الرؤساء الأفارقة الذين خضعوا لمحاكمات دولية الرئيس الليبيرى السابق تشارلز تايلور الذي حكمت عليه المحكمة الجنائية الخاصة بسيراليون مؤخرا بالسجن 50 عاما، بعد اتهامه عام 2003 بارتكاب جرائم ضد الإنسانية خلال الحرب الأهلية التي قتل فيها 120 ألف شخص، وهو أول رئيس أفريقى يحاكم أمام القضاء الدولى، كما أدين ابنه في الولايات المتحدة بالسجن لمدة 97 عاما

### بن علي
وحكم القضاء العسكرى التونسى بالإعدام على الرئيس المخلوع زين العابدين بن على الذي فر إلى السعودية، ويحاكم غيابياً هو والعديد من مساعديه بتهمة قتل المتظاهرين خلال ثورة «الياسمين» التي أطاحت به، وكان «بن على» واجه أحكاماً بالسجن لمدة 50 عاما وغرامة بملايين الدولارات بتهم الفساد واستغلال النفوذ وحيازة أسلحة وذخائر في القصر، كما حكم على زوجته ليلى الطرابلسى وعدد من أركان نظامه بالسجن عشرات السنوات بتهمة الفساد والاختلاس واستغلال النفوذ. ويلاحق في قضية قتل المتظاهرين رفيق بلحاج قاسم وأحمد فريعة «آخر وزيرى داخلية في عهد بن على» وعادل التيويرى، المدير العام الأسبق للأمن، وجلال بودريقة المدير السابق لجهاز مكافحة الشغب

### محمد خونا ولد هيدالة
وحكم على الرئيس الموريتانى الأسبق محمد خونا ولد هيدالة بالسجن 5 سنوات مع وقف التنفيذ بتهمة الاعتداء والتآمر لتغيير النظام الدستورى بالعنف وانضم قادة الحركة العسكرية الانقلابية ضد حكومة أول رئيس موريتانى عقب، الاستقلال «المختار ولد داداه»، وعندما تولى السلطة طبق الشريعة الإسلامية وألغى الرق وسجن المعارضين إلى أن أطاح به الرئيس الأسبق معاوية ولد الطايع